# Hajnal László
Hajnal László, eredeti neve Grün (Békéscsaba, 1902. december 31. – Budapest, 1943 telén) magyar költő, író.

## Életpályája
Grün József és Glück Jozefin fia. Mint emigráns az 1920-as évek első felében és közepén Erdélyben élt. A Magyar Szó, Tavasz, Zord Idő, Napkelet, Vasárnap és Vasárnapi Újság munkatársa, a Keleti Újság leggyakrabban közlő szerzői közt szerepelt verssel, prózával, színművekkel, irodalomkritikai és irodalompublicisztikai írásokkal. Az aradi Fekete Macska című erotikus és irodalmi lap, majd a Komédia című kolozsvári élclap szerkesztője (1923). Írásait közölte a Zsidó Jövő is.
Utóbb Budapestre költözött, ahol újabb kötetekkel jelentkezett. 1943 januárjában munkaszolgálatosként eltűnt a Keleti fronton.

## Magánélete
Házastársa Weithut Margit volt, Weithut Jakab és Korngut Lea lánya, akivel 1932. február 16-án Budapesten, a Ferencvárosban kötött házasságot.

## Kötetei
- A szolga éneke (verseskönyv, Marosvásárhely, 1920)
- Kócos (két egyfelvonásos színjáték, Kolozsvár. 1921)
- Ilyen vagyok! (versek, Kolozsvár, 1924)
- Magányos éjszaka (versek, Marosvásárhely, 1926)
- Loriel (regény, Kolozsvár, 1926)
- A ricsei legenda (1941)
- Üvegszekrény (1941)
- Párisi kaland (1942)